# Unió Ibèrica
La Unió Ibèrica fou una unitat política sorgida arran de la Guerra de Successió de Portugal que va col·locar el rei de Castella, Felip II, al capdavant dels regnes cristians de la península Ibèrica, formant una corona que es volia teòricament triple, però en realitat molt centralitzadora. La unió també va comportar l'adquisició per part de Castella de les colònies portugueses, entre elles Brasil. El terme Unió Ibèrica és una creació dels historiadors contemporanis. Aquesta centralització Castella la venia cercant d'ençà força temps. Pot evocar-se com a exemple Sancho III de Navarra i Alfons VII de Lleó i Castella que van prendre conjuntament el títol de “Imperator totius Hispaniae” ja durant l'Edat Mitjana. La convivència, però, no va ser gaire fructuosa i l'any 1640 Portugal i Catalunya es revolten.
Era composta per un conjunt de dominis territorials que compartien el mateix monarca i on cadascun dels estats mantenia el seu idioma, lleis i sistemes polítics propis. Cada conjunt territorial tenia un àmbit administratiu i jurisdiccional diferenciat, i el monarca hi governava assessorat per un Consell territorial específic. Els colors a continuació es corresponen amb els del mapa situat a la infotaula del marge dret:
- Territoris adscrits al Consell de Castella
- Territoris adscrits al Consell d'Aragó
- Territoris adscrits al Consell de Portugal
- Territoris adscrits al Consell d'Itàlia
- Territoris adscrits al Consell d'Índies
- Territoris adscrits al Consell de Flandes

Va ser el projecte del general català Joan Prim i Prats (1814-1870), que pretenia reunir sota la mateixa corona Espanya i Portugal.